# José Canga Argüelles y Cifuentes
José Antonio de Canga-Argüelles y Cifuentes-Prada (Oviedo, 11 de julio de 1771-Madrid, 2 de diciembre de 1842) fue un político español. 

## Biografía
En 1804 pasó a ser contador del Ejército y oficial durante la guerra de la Independencia participó en la Junta Superior de Valencia, más tarde fue diputado en las Cortes de Cádiz y ministro de Hacienda de la Regencia y elaboró su Memoria sobre el crédito público (1811) y presentó el primer presupuesto público. Confinado en Peñíscola por Fernando VII, escribió sus Elementos de la ciencia de Hacienda, obra tributaria cumbre del siglo XIX.
Con la instauración del Trienio Liberal (1820-1823) formó parte de los moderados y volvió a ser ministro de Hacienda hasta 1821, cuando publicó la célebre Memoria sobre el estado de la Hacienda Pública. Exiliado en Londres, publicó su Diccionario de Hacienda (1826-1827), y en 1829, ya en España, editó el Suplemento a dicho Diccionario. Finalmente, fue archivero en Simancas.
Casó con María Eulalia Ventades y Ventades y tuvieron a Felipe Ignacio de Canga-Argüelles y Ventades.